# Агуада (Колумбия)
Агуада (исп. Aguada) — город и муниципалитет в северо-восточной части Колумбии, на территории департамента Сантандер. Входит в состав провинции Велес.

## История
Поселение, из которого позднее вырос город, было основано 20 января 1540 года. Муниципалитет Агуада был выделен в отдельную административную единицу в 1944 году.

## Географическое положение
Город расположен в южной части департамента, в горной местности Восточной Кордильеры, на расстоянии приблизительно 110 километров к юго-западу от города Букараманги, административного центра департамента. Абсолютная высота — 1605 метров над уровнем моря.
Муниципалитет Агуада граничит на севере с территорией муниципалитета Эль-Гуакамайо, на востоке — с муниципалитетом Гуадалупе, на юго-востоке — с муниципалитетом Сан-Бенито, на западе — с муниципалитетом Ла-Пас. Площадь муниципалитета составляет 75,8 км².

## Население
По данным Национального административного департамента статистики Колумбии, совокупная численность населения города и муниципалитета в 2015 году составляла 1855 человек.
Динамика численности населения муниципалитета по годам:
| 2005 | 2006 | 2007 | 2008 | 2009 | 2010 | 2011 | 2012 | 2013 | 2014 | 2015 |
| ---- | ---- | ---- | ---- | ---- | ---- | ---- | ---- | ---- | ---- | ---- |
| 2117 | 2099 | 2059 | 2034 | 2009 | 1984 | 1948 | 1927 | 1905 | 1875 | 1855 |

Согласно данным переписи 2005 года мужчины составляли 51,2 % от населения Агуады, женщины — соответственно 48,8 %. В расовом отношении белые и метисы составляли 99,8 % от населения города; негры, мулаты и райсальцы — 0,1 %; индейцы — 0,1 %.
Уровень грамотности среди всего населения составлял 82,1 %.

## Экономика
Основу экономики Агуады составляет сельское хозяйство.
53,8 % от общего числа городских и муниципальных предприятий составляют промышленные предприятия, 23,1 % — предприятия торговой сферы, 23,1 % — предприятия сферы обслуживания.